# Maimetshidae
Maimetshidae (лат.) — семейство вымерших наездников из надсемейства Stephanoidea отряда перепончатокрылых.

## Описание
Усики 14—17-члениковые. Глаза без окулярных валиков. Мандибулы с 4 зубцами.

## Распространение
Европа, Азия (Сибирь), Африка (Ботсвана).

## Классификация
Около 10 ископаемых родов. Энтомолог С. Шоу в своей ревизии (S.R. Shaw, 1990) включил семейство Maimetshidae в состав семейства Megalyridae. В 2009 году, после открытия нескольких новых ископаемых родов, статус отдельного семейства был восстановлен (Rasnitsyn A. P. & Brothers D.J. 2009).
- † Afrapia Rasnitsyn & Brothers, 2009[1]
  - † Afrapia globularis Rasnitsyn & Brothers, 2009[1]
  - † Afrapia variicornis Rasnitsyn & Brothers, 2009[1]
- † Afromaimetsha Rasnitsyn & Brothers, 2009[1]
  - † Afromaimetsha robusta Rasnitsyn & Brothers, 2009[1]
- † Ahiromaimetsha Perrichot, Azar, Nel & Engel, 2011
  - † Ahiromaimetsha najlae Perrichot, Azar, Nel & Engel, 2011
- † Ahstemiam McKellar & Engel, 2011
  - † Ahstemiam cellula McKellar & Engel, 2011
- † Andyrossia Rasnitsyn & Jarzembowski, 2000
- † Guyotemaimetsha Perrichot, Nel & Néradeau, 2004[2]
- † Iberomaimetsha Ortega-Blanco, Perrichot & Engel, 2011
  - † Iberomaimetsha rasnitsyni Ortega-Blanco, Perrichot & Engel, 2011
  - † Iberomaimetsha nihtmara Ortega-Blanco, Delclòs & Engel, 2011
- † Maimetsha Rasnitsyn, 1975 typus
- † Maimetshorapia Rasnitsyn & Brothers, 2009[1]
  - † Maimetshorapia africana Rasnitsyn & Brothers, 2009[1]
- † ?Cretogonalys Rasnitsyn, 1977 (мел Сибири)[3]